# Agama sylvana
Espèce
Agama sylvana est une espèce de sauriens de la famille des Agamidae désormais considérée comme synonyme d’Agama africana.

## Répartition
Cette espèce se rencontre au Ghana, au Bénin, au Cameroun et au Gabon.

## Systématique
Le nom valide complet (avec auteur) de ce taxon est Agama sylvana MacDonald (d), 1981.
Bien que cette espèce soit encore valide pour l’ITIS, elle n'est plus reconnue comme telle par The Reptile Database qui la considère comme un synonyme d’Agama africana.

### Publication originale
- (en) M. A. MacDonald, « A new species of agamid lizard from Ghana », Journal of Zoology, Royaume-Uni, vol. 193, no 2,‎ 1981, p. 191-199.